# Addiopizzo
Addiopizzo est une association citoyenne créée en 2004 à Palerme pour lutter contre Cosa nostra, la mafia sicilienne. Comme l'indique son nom (« addio » qui signifie « adieu » et « pizzo », qui désigne l'impôt mafieux), cette lutte passe par une résistance au racket systématique, qui est une des bases de l'économie mafieuse.

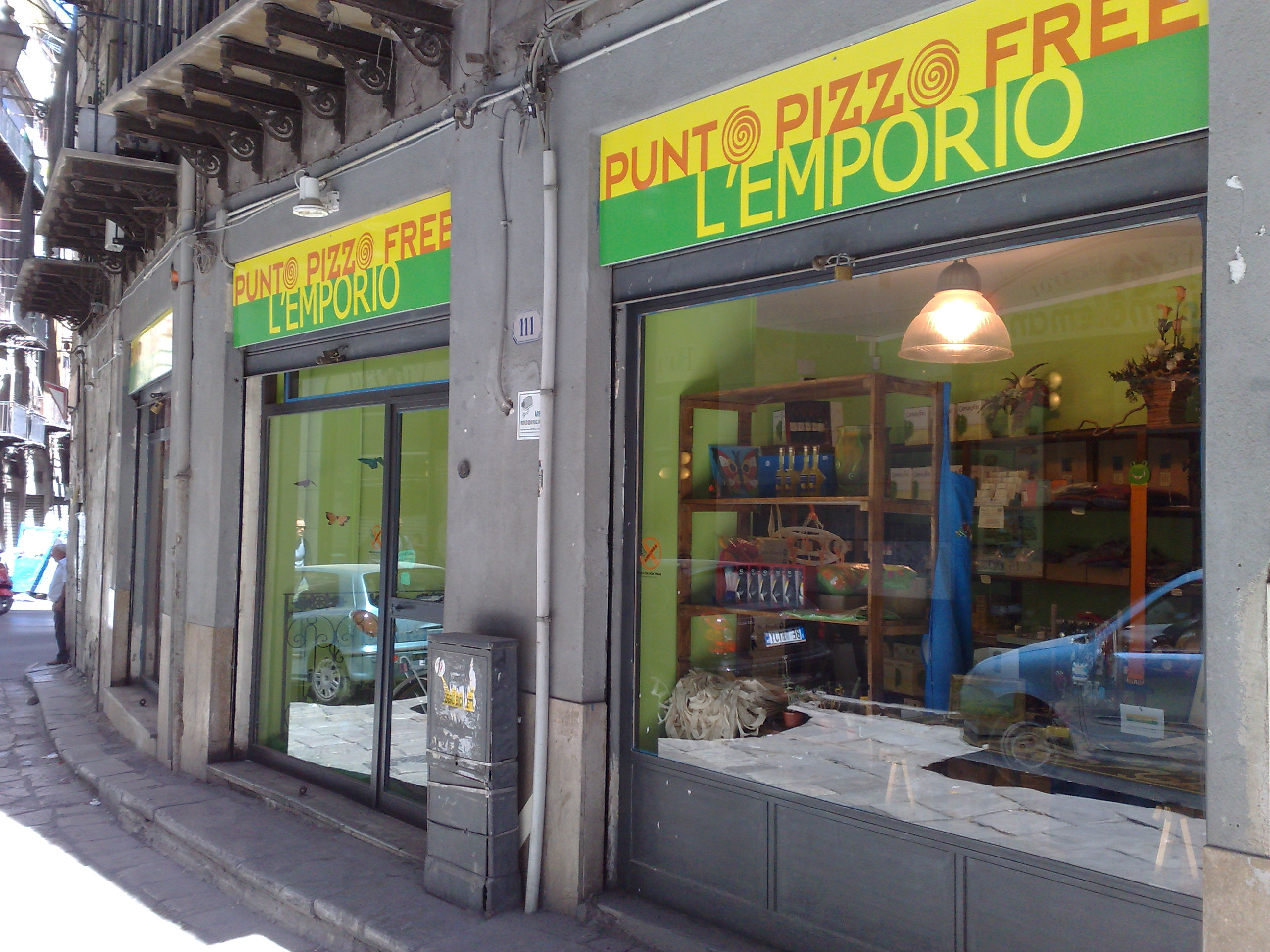
Emporio pizzo free à Palerme

## Contexte et naissance

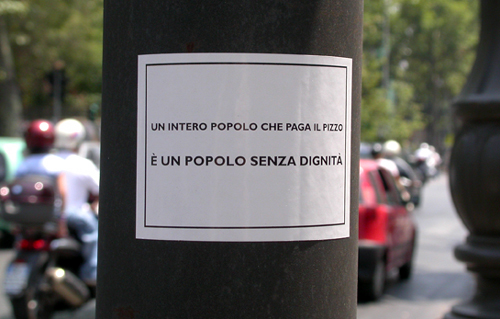
Le slogan d'addiopizzo collé dans une rue.

La création de l'association est collective et partagée par plusieurs dizaines de co-fondateurs. D'après l'un d'entre eux, l'avocat Salvo Caradonna, “la construction est le secteur le plus touché”, même si l’extorsion peut prendre différentes formes : du traditionnel “pizzo” , un montant à verser régulièrement, au pourcentage à verser sur les contrats, en passant par les fournisseurs “amis” imposés.
L'assassinat en 1991 de l'entrepreneur Libero Grassi, à la suite de sa prise de position contre l'extorsion, est déterminant.
Le fait de constituer un mouvement citoyen contre la mafia à Palerme est remarquable, car la capitale de la région Sicile fait depuis longtemps l’objet d’une infiltration mafieuse, en particulier à la fin de la Seconde Guerre mondiale, à la faveur du débarquement de Sicile, baptisé "Opération Husky", qui permet à la Mafia d'étendre son influence sur l’île.
Dans cette ville d’environ 720 000 habitants qui compte des dizaines de milliers d’activités commerciales, on estime que le racket mafieux touche 80 % des magasins et des entreprises de la ville. Cette si forte pénétration, qui tend même à devenir une normalisation, s’explique par le fait qu’une grande partie de la population semble s’être résignée peu à peu à payer, en relation avec un manque de confiance général dans l’État, ce qui n’incite pas à la dénonciation. De plus, les sommes prélevées ne sont pas forcément très importantes, ce qui conduit un bon nombre de citoyens à penser qu’il est inutile d'entrer en conflit avec la Mafia pour cela. Dans certains quartiers où la Mafia est particulièrement implantée, des habitants vivent dans une telle acceptation de l’organisation qu’ils ont fini par être convaincus de l’utilité du pizzo.
Pour réussir à se faire connaître dans ce climat, le comité Addiopizzo commence sa lutte par une action « coup de poing » : le 29 juin 2004, plus d’un millier d’autocollants sont apposés sur les murs de la ville, avec un liseré noir à la manière des avis de décès et une unique inscription : « un intero popolo che paga il pizzo è un popolo senza dignità », ce qui signifie : « Un peuple entier qui paie le pizzo est un peuple sans dignité » ; cette phrase va devenir l’un des slogans de l’association. Non revendiquée, cette campagne anonyme suscite un grand émoi dans la ville, et la préfecture va jusqu’à convoquer une réunion d’urgence. Mais deux jours après cet événement, ses auteurs révèlent leur identité et leur but dans les journaux, en publiant un long texte et en accordant une interview collective. À l’instar de beaucoup de membres de l’association, ils sont jeunes, étudiants ou actifs, proches des mouvements altermondialistes mais pas politisés. Selon leur récit, l’idée d’un tel comité leur est venue lors d’une conversation où ils projetaient d’ouvrir un pub. Ils se sont alors rapidement interrogés sur l’attitude qu’ils adopteraient s’ils devaient, ce qui est très probable, payer le pizzo. Il s'est ensuivi une réflexion collective qui a abouti à une prise de conscience.

## Objectifs
Se présentant comme un mouvement de « consommateurs critiques », Addiopizzo veut agir concrètement et refuse de se limiter à une position purement déclamatoire, au contraire, selon eux, des précédents mouvements. L’association veut créer un réseau de consommateurs et de commerçants qui refusent le racket, préjudiciable à toute l'économie de la péninsule. En ce qui concerne le commerçant, celui-ci signe un « contrat » symbolique où il s’engage à ne jamais payer et à dénoncer toute tentative d’extorsion de fonds. La sollicitation des citoyens s’est faite dans un deuxième temps : le 5 mai 2006, les organisateurs se sont présentés avec leurs stands pour la première journée anti-racket, sur la place Magione. On appelle les consommateurs à soutenir les commerçants rebelles en s’adressant à eux en priorité, de manière que les courses quotidiennes ne servent pas à financer la Mafia, même indirectement.
Cette volonté de se montrer et de défier ouvertement les mafieux se poursuit, avec la publication sur Internet, début mai 2006, de la liste des commerçants « anti-pizzo » : le nombre d’adhésions s’élève en juin 2007 à 198 et l’on compte environ 8 920 signatures de consommateurs. Ces deux nombres sont en constante augmentation.
Parallèlement à cette action, les organisateurs se rendent souvent dans des écoles afin de sensibiliser les enfants, voulant ainsi entraîner un changement de conscience en même temps que la reconquête sociale du territoire. Afin de faire circuler l’information sur son existence et de tirer une source d’autofinancement, l’association édite aussi des produits en lien avec son action : un T-shirt orné du slogan et du logo et un calendrier de l’année 2007 qui contient des photos des commerçants disant non publiquement au racket.

## Organisation
Le comité n’a aucun leader ou porte-parole déclaré, pour deux raisons : tout d’abord par volonté démocratique mais aussi afin de ne pas ériger une personnalité symbole qui pourrait devenir une cible pour la Mafia. Le recrutement s’opère essentiellement par bouche-à-oreille, même s’il est possible de contacter directement l’association par téléphone ou sur le site Internet. Les organisateurs se sont entourés d’experts anti-racket qui leur fournissent des informations précieuses. Il est intéressant de remarquer que, parmi les soutiens, figurent quelques figures de la lutte anti-racket, comme Pina Grassi, veuve de Libero Grassi (dont le souvenir plane sur le mouvement) et qui est adhérente en tant que commerçante ou Rita Borsellino, sœur du juge assassiné et candidate malheureuse à la présidence de la région en mai 2006 contre le démocrate-chrétien Salvatore Cuffaro, sur lequel pèsent alors des soupçons de liens avec la Mafia qui seront confirmés par sa condamnation en 2008.

## Réactions et avenir de l'association
Grâce à son action, ses soutiens et son importante médiatisation, le comité a pris une très grande ampleur et poursuit sur cette lancée. S’il y a eu des actes d’intimidation contre certains membres, ces derniers étant liés entre eux par une grande solidarité, la réaction de la Mafia ne s’est pour l’instant pas fait sentir. On peut lier cette absence aux mutations que subit l’organisation mafieuse mais on remarque surtout que la majorité des adhérent·es est peu menacée.
Les pouvoirs publics, la magistrature et les autorités locales, que l’on aurait pu penser craintifs face à ce genre d’initiative, se sont laissés convaincre par le projet. D’après des membres de l’association, des policiers viennent régulièrement les visiter afin de s’assurer que tout va bien. Et les juges n’hésitent plus à inculper pour « complicité » les entrepreneurs et les commerçants payeurs.
En 2012, 700 entreprises à Palerme et 100 à Catane adhèrent aux principes de l'association. Il n'y a pas eu de représailles de la mafia. L'opinion publique ayant une bonne opinion d'Addiopizzo, Cosa Nostra évite probablement des violences qui seraient contre-productives.
En 2015, l'association lance une application mobile qui permet de localiser les commerces participants.
En 2017, à la suite de l'arrestation de Maria Angela Di Trapani et 24 autres membres de Cosa Nostra, l'association Addiopizzo lance un nouvel appel citoyen.
Depuis la création d'Addiopizzo, le nombre de commerces et d'entreprises subissant l'extorsion a baissé de moitié, grâce aux actions combinées de la société civile et de la justice contre le crime organisé en Sicile.

## Presse
- « Les patrons siciliens ne payeront plus le pizzo » [PDF], sur Le Monde.fr, 4 novembre 2007 ;
- « Le réveil anti-Mafia de Palerme » [PDF], sur Le Figaro (consulté le 24 août 2006) ;
- « Le pizzo ne passera pas » [PDF], sur Libération (consulté le 11 juillet 2006).